# سه داستان و ده شعر
سه داستان و ده شعر (انگلیسی: Three Stories and Ten Poems) مجموعه‌ای از داستان‌های کوتاه و اشعار از ارنست همینگوی است که در سال ۱۹۲۳ در ۳۰۰ نسخه توسط "Contact Publishing" در پاریس منتشر شد.
این سه داستان عبارتند از:
- «درگیری در میشیگان»
- «خارج از فصل»
- «پیرمرد من»

ده شعر عبارتند از:
- «مسلسل»
- «اوکلاهما»
- «آب و هوای چرب»
- «روزولت»
- «اسیران»
- «زمینه‌های افتخار»
- «ریپارتو دآسالتو»
- «مونپارناس»
- «همراه با جوانی»
- «سرفصل»